# Ed Bradley
Edward Rudolph "Ed" Bradley, Jr., född 22 juni 1941 i Philadelphia i Pennsylvania, död 9 november 2006 i New York i New York, var en amerikansk journalist och nyhetsankare.
Som en av USA:s mest framstående journalister var han ett välbekant ansikte för TV-publiken, bland annat som en av de erfarna medarbetarna i CBS granskande nyhetsprogram 60 Minutes. Hans journalistiska bana började under Vietnamkriget där han ofta rapporterade direkt från stridigheter ute i djungeln i Vietnam och Kambodja.